# Sunny (manga)
Pour les articles homonymes, voir Sunny.
Sunny (サニー, Sanī) est un seinen manga de Taiyō Matsumoto, prépublié dans le magazine Monthly Ikki entre décembre 2010 et septembre 2014 puis dans le magazine Big Comic Spirits entre janvier 2015 et juillet 2015, et publié par l'éditeur Shōgakukan en 6 volumes reliés sortis entre août 2011 et octobre 2015. La version française est éditée par Kana dans la collection « Big Kana » entre novembre 2014 et septembre 2016.

## Synopsis
Le manga décrit le quotidien des pensionnaires d'un foyer pour enfants orphelins ou ayant des problèmes avec leurs parents (alcooliques ou divorcés). Le foyer, situé dans une banlieue japonaise, est dirigé par un vieil homme qui emploie un couple, Adachi et Mitzuko, qui s'échinent à recréer un univers amical pour les enfants, sans toujours y parvenir et en se jouant des difficultés financières qu'ils rencontrent. Au travers des différentes situations domestiques le récit retrace leurs coups de blues et les différentes façon de vivre la tristesse et le manque qu'ils expriment. Si certains se révoltent, d'autres apprennent à vivre stoïquement avec la souffrance du manque. Lieu de rencontre et lieu de joie, la vieille Nissan Sunny échouée dans l'allée, représentera un refuge poétique où essayer de se reconstruire en se posant de graves questions ou tout simplement en rêvant.

## Personnages
Haruo Yano (矢野 春 男, Yano Haruo)
Surnommé « White » (ホ ワ イ ト, Howaito) par les « enfants des maisons » ( les enfants habitant le quartier dans leurs familles) en raison de sa chevelure blanchie, c'est un garçon rebelle qui s'est créer un personnage de dur tout en étant sensible et très attaché à sa mère, il rencontre des difficultés à vivre la distance d'avec ses parents divorcés, sa mère étant en souffrance psychologique et son père une sorte de vagabond sans attaches.
Sei Yamashita (山下 静, Yamashita Sei)
Très attaché à son passé Sei ne vit pas bien son entrée dans le foyer, introverti et renfermé au début il finira par se faire à sa nouvelle situation, en caressant des rêves d'évasion et en promenant le chien du foyer dans les rizières qui bordent l'établissement.
Junsuke (純 助)
Turbulent et la morve constamment au nez, il est vif et agité, son agitation masquant mal sa difficile situation, vivant dans le foyer avec son frère plus jeune Shosuke (笑 介), ils rendent visite à leur mère malade et hospitalisée le plus souvent possible.
Megumu (め ぐ む)
Orpheline ayant perdu ses parents, elle est d'un caractère calme et posé, pleine de douceur avec son amie turbulente Kiiko, elle passe son temps à essayer de retrouver des souvenirs de son ancienne vie, partagée entre un oubli sans douleur et la souffrance de la mémoire.
Kiiko (き い 子, Kīko)
Enfant de parents alcooliques elle est meurtrie et attristée, mais cache se sentiment sous des allures brusques et une répartie agressive, elle est l'enfant le plus désabusé du foyer, ne croyant plus vraiment à un retour chez elle ou au bonheur familial.
Kenji Ito (伊 東 研 二, Itō Kenji)
Adolescent au père alcoolique en perdition, il se veut sérieux et travailleur même s'il sèche souvent l'école pour aller voler des magazines érotiques qu'il cache dans la vieille Sunny (et dont tout le monde profite). Il est sur le point de quitter l'école sans savoir que faire et risque de basculer dans de mauvaises fréquentations.
Asako Ito (伊 東 朝 子, Itō Asako)
La sœur de Kenji, désabusée et perdue, elle s'accroche au fait de pouvoir aider au foyer, rendant des services au couple et s'occupant des enfants.
Taro (た ろ う, Tarō)
Personnage mystérieux et gigantesque, c'est une sorte d'handicapé mental obèse qui vit à demi nu dans le foyer, son appétit n'a d'égal que sa douceur envers les petits et son amour des animaux et des fleurs.
Minoru Adachi (足 立 稔, Adachi Minoru)
Avec sa femme Mitzuko il travaille pour le foyer en tant qu'éducateur, menant, sans trop de fermeté, l'éducation des enfants et faisant face aux nombreux problèmes financiers et logistiques qu'il rencontre, il est attachant de sincérité et de dévouement même s'il est d'un aspect fruste et peu loquace.
Makio (牧 男)
Le petit-fils du directeur du foyer ( personnage peu présent et mystérieux, au doigt coupé par un de ses ancien pensionnaire turbulent). Il est admiré par les enfants, spécialement par Haruo. Il est un étudiant sérieux, plaisant aux filles même s'il ne sait pas trop quoi faire de son futur, ni comment s'insérer dans la très compétitive et hiérarchisée société japonaise.

## Liste des volumes
| no                                                                                          | Japonais        | Japonais          | Français          | Français          |
| no                                                                                          | Date de sortie  | ISBN              | Date de sortie    | ISBN              |
| ------------------------------------------------------------------------------------------- | --------------- | ----------------- | ----------------- | ----------------- |
| 1                                                                                           | 30 août 2011    | 978-4-09-188557-9 | 21 novembre 2014  | 978-2-5050-6107-6 |
| Extra : Le tome 1 est également sorti en édition limitée au Japon (ISBN 978-4-09-159102-9). |                 |                   |                   |                   |
| 2                                                                                           | 29 février 2012 | 978-4-09-188576-0 | 20 mars 2015      | 978-2-5050-6281-3 |
| Extra : Le tome 2 est également sorti en édition limitée au Japon (ISBN 978-4-09-159110-4). |                 |                   |                   |                   |
| 3                                                                                           | 30 janvier 2013 | 978-4-09-188613-2 | 3 juillet 2015    | 978-2-5050-6282-0 |
| Extra : Le tome 3 est également sorti en édition limitée au Japon (ISBN 978-4-09-159137-1). |                 |                   |                   |                   |
| 4                                                                                           | 30 octobre 2013 | 978-4-09-188635-4 | 20 novembre 2015  | 978-2-5050-6283-7 |
| 5                                                                                           | 30 mai 2014     | 978-4-09-188654-5 | 18 mars 2016      | 978-2-5050-6359-9 |
| 6                                                                                           | 30 octobre 2015 | 978-4-09-188685-9 | 23 septembre 2016 | 978-2-5050-6635-4 |

## Analyse
Taiyō Matsumoto oppose la vision de l'enfance déformée de sa série Amer Béton à celle, plus réaliste, de Sunny : « Sunny garde des éléments idéalisés, mais cette série s'approche plus de mes souvenirs d'enfance. »
L'auteur travaille essentiellement sans assistants en dehors de l'aide de sa femme, la mangaka Saho Tono.

## Réception
En juin 2013, le premier tome figure à la troisième place de la Manga Best Seller list du magazine The New York Times, qui recense les meilleures ventes de mangas aux États-Unis, où il est édité par VIZ Media.
En France, à l'occasion de la sortie du premier tome, Coyote magazine décerne à Sunny la « Griffe d'or » en considérant que « pour l'essentiel, on tient là le plus concret des mangas du maître, où l'imaginaire s'intègre sans nette rupture visuelle à cette chronique de vie quotidienne ». Pour dBD, ce premier volume constitue « un ensemble à la fois riche et homogène, baignant dans une atmosphère touchante mais jamais pathétique ».

## Distinctions
Le premier tome est retenu en sélection officielle du Festival d'Angoulême 2015, et est sélectionné pour le Prix Asie ACBD de la même année. Le tome 6 est retenu en sélection officielle du Festival d'Angoulême 2017.
En 2016, il remporte le Prix Shōgakukan dans la catégorie générale, à égalité avec Kamakura Diary. En 2017, il remporte le prix d'excellence du Japan Media Arts Festival.

### Édition japonaise
Shōgakukan
1. 1 2  (ja) « Tome 1 »
2. ↑  (ja) « Tome 1 – Édition limitée »
3. 1 2  (ja) « Tome 2 »
4. ↑  (ja) « Tome 2 – Édition limitée »
5. 1 2  (ja) « Tome 3 »
6. ↑  (ja) « Tome 3 – Édition limitée »
7. 1 2  (ja) « Tome 4 »
8. 1 2  (ja) « Tome 5 »
9. 1 2  (ja) « Tome 6 »

### Édition française
Kana
1. 1 2  « Tome 1 »
2. 1 2  « Tome 2 »
3. 1 2  « Tome 3 »
4. 1 2  « Tome 4 »
5. 1 2  « Tome 5 »
6. 1 2  « Tome 6 »